# أرت ويفر
أرت ويفر (بالإنجليزية: Art Weaver)‏ هو لاعب كرة قاعدة أمريكي، ولد في 7 أبريل 1879 في ويتشيتا في الولايات المتحدة، وتوفي في 23 مارس 1917 في دنفر في الولايات المتحدة.

## وصلات خارجية
- أرت ويفر على موقعبيزبول رفرنس.كوم (الدوري الرئيسي) (الإنجليزية)
- أرت ويفر على موقعبيزبول رفرنس.كوم (الدوري الثانوي) (الإنجليزية)